# Johann Dietrich von Efferen
Johann Dietrich von Efferen († 26. Juni 1649) war der Sohn von Adam von Efferen und Odilia von Harff. Seit April 1629 war er Herr der Herrlichkeit Stolberg und der Burg Stolberg.
Johann Dietrich erhielt das Lehen Stolberg zusammen mit seinem noch als Kind gestorbenen Bruder Wilhelm Adolf als unmündiges Kind vom Herzog von Jülich. Er durfte es wegen seines Alters jedoch nicht antreten und benötigte einen Vormund. Als dieser bot sich sein Onkel (Bruder seines Vaters), der Wormser Fürstbischof Wilhelm von Efferen an. Die Verwaltung des Lehens übernahm seine Mutter bis zur Volljährigkeit ihres Sohnes.
Auf dem Vogtgeding am 29. Oktober 1629 gelang es Johann Dietrich, vom Herzog von Jülich die Zustimmung zu erhalten, die Jurisdiktion für Nothberg zu übernehmen. Fünf Jahre später zog er sie wieder zurück und Johann Dietrich erhielt dieses Recht erst 1641 zurück. Steuereinnahmen waren hiermit nicht verbunden.
Im Jahre 1638 wurde Johann Dietrich von Kaiser Ferdinand III. zum Freiherren ernannt.
1641 heiratete Johann Dietrich Wilhelmine Gertrud von Metternich zu Zwiesel, die Tochter von Heinrich Hattan von Metternich zu Zwiesel und Maria von Orsbeck zu Vernich.
Während seiner Herrschaft war Johann Dietrich sehr daran interessiert, Anteile an den Wasserrechten des Stolberg durchfließenden Vichtbaches und damit zusätzliche finanzielle Einnahmen zu erhalten. Dabei ging er sehr radikal vor. Es kam zu Pfändungen und Übergriffen, wobei vor allem die Kupfermeisterfamilien Hoesch, Peltzer und von der Weiden betroffen waren. Der Abt der Reichsabtei Kornelimünster stellte sich auf die Seite der betroffenen Familien und schaltete das Reichskammergericht in Speyer ein, das zu Ungunsten des Burgherren entschied. Gepfändete Güter mussten zurückgegeben werden.
Im Jahre 1617 hatten reformierte Bürger auf einem der Burg gegenüberliegenden Hügel die Finkenbergkirche errichtet. Johann Dietrich ließ sich seine Zustimmung jährlich mit einem von den Bürgern zu spendenden Ochsen erkaufen. Trotzdem verbot er den reformierten Gläubigen den Gesang im Gotteshaus und schließlich sogar das Abhalten öffentlicher Gottesdienste. Durch Zahlung von 100 Reichsmark als Zugabe zu einem Bittbrief an Wilhelmine Gertrud erhielten sie schließlich wieder die Möglichkeit, Gottesdienste abzuhalten.
Mit Billigung des Burgherrn begann die lutherische Gemeinde damit, im der Burg benachbarten Vogelsang die Vogelsangkirche zu bauen.
Johann Dietrich verstarb am 26. Juni 1649 und wird in der Kölner Klosterkirche des Gertrud-Klosters beigesetzt. Er hinterließ als Erbin Odilia Maria von Efferen.